# كونستانس فيلا
كونستانس فيلا (بالإنجليزية: Constance Vella)‏ هو فيلسوف مالطي، ولد في 1687 في فاليتا في مالطا، وتوفي في 1759 في مالطا.